# Guerra d'Independència d'Ucraïna
La Guerra d'Independència d'Ucraïna, o Revolució Ucraïnesa, consisteix en una sèrie de conflictes que van implicar a diversos adversaris, i que es van estendre entre 1917 i 1921, donant lloc a l'establiment i desenvolupament d'una república d'Ucraïna, la majoria de la qual va ser absorbida posteriorment per la Unió Soviètica com a República Socialista Soviètica d'Ucraïna i Polònia de 1922-1991.
La guerra va comportar conflictes militars entre diferents forces governamentals, polítiques i militars. Entre els bel·ligerants hi havia nacionalistes ucraïnesos, anarquistes ucraïnesos, bolxevics ucraïnesos, les forces d'Alemanya i Àustria-Hongria, l'Exèrcit de Voluntaris de la Rússia Blanca i les forces de la Segona República Polonesa. Van lluitar pel control d'Ucraïna després de la Revolució de Febrer de 1917 en l'Imperi Rus. Les forces aliades de la Primera Guerra Mundial de Romania i França també s'hi van implicar. La lluita va durar del febrer de 1917 fins al novembre de 1921, donant lloc a la divisió d'Ucraïna entre la República Socialista Soviètica d'Ucraïna, el Partit Comunista d'Ucraïna, Polònia, Romania i Txecoslovàquia.
El conflicte s'analitza sovint en el marc del Front Sud de la Guerra Civil Russa de 1917–1922, així com de l'etapa de tancament del Front Oriental de la Primera Guerra Mundial de 1914–1918.

## Antecedents

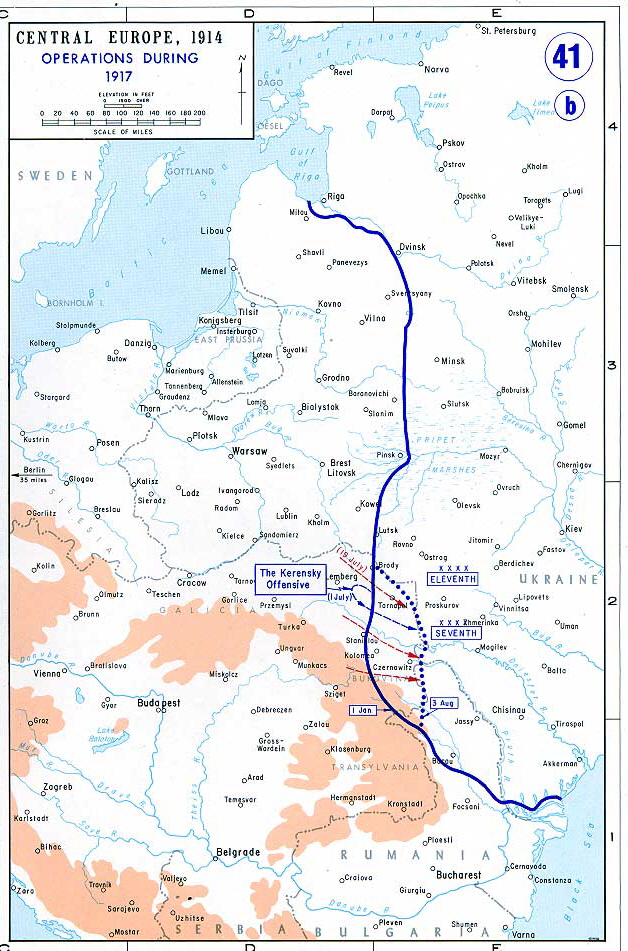
Front oriental de la Primera Guerra Mundial el 1917

Durant la Primera Guerra Mundial, Ucraïna es trobava a la primera línia dels principals combatents: l'Imperi rus, aliat de la Triple Entesa, i el Front de Romania, i les potències centrals de l'Imperi alemany i Àustria-Hongria. A principis de 1917, després de l'ofensiva Brussilov de l'exèrcit imperial rus, estratègicament reeixida però costosa per les forces militars, l'exèrcit del tsar va mantenir una primera línia en la que va recuperar parcialment Volínia i Galítsia oriental.
La Revolució de Febrer de 1917 va animar molts grups ètnics de l'Imperi Rus a l'exigir una major autonomia i diversos graus d'autodeterminació. Un mes més tard, la República Popular d'Ucraïna va ser declarada a Kíev com una entitat autònoma amb estrets vincles amb el Govern Provisional Rus, governada per una Tsentraina o Rada Central, consell dominat pels socialistes. El feble i ineficaç govern provisional de Petrograd (actual Sant Petersburg) va continuar la seva lleialtat a l'Entesa, i la guerra, cada cop més impopular, va impulsar l'ofensiva Kerenski l'estiu de 1917. Aquest atac va ser un complet desastre per a l'exèrcit imperial rus. El contraatac alemany va fer que Rússia perdés tots els seus guanys de 1916, i va arruïnar la moral del seu exèrcit, fet que va provocar la disgregació gairebé total de les forces armades i de l'aparell de govern a tot el vast Imperi Rus.
Molts soldats i oficials desertors, especialment els d'ètnia ucraïnesa, havien perdut la fe en el futur de l'Imperi i van adherir-se a una Rada Central, cada cop més autodeterminada, com una alternativa molt més favorable. Nestor Makhno va començar la seva activitat anarquista al sud d'Ucraïna desarmant els soldats i oficials russos desertors que van travessar el riu Haychur al costat de Guliaipole, mentre que a l'est a la conca industrial de Donbàs hi havia freqüents vagues de sindicats promogudes per infiltrats bolxevics.

## Ucraïna després de la Revolució Russa
Aquests fets van impulsar la Revolució d'Octubre a Petrograd, que ràpidament es va estendre per tot l'imperi. L'aixecament bolxevic de Kíev el novembre de 1917, va provocar la derrota de les forces del districte militar de Kiev a la capital. Poc després, la Rada Central va prendre el poder a Kíev, mentre que a finals de desembre de 1917 els bolxevics van establir una república socialista soviètica d'Ucraïna rival a la ciutat oriental de Kharkov (ucraïnes: Kharkiv), que inicialment s'hava anomenat "República Popular d'Ucraïna". Les hostilitats contra el govern de la Rada Central a Kíev van començar immediatament. En aquestes circumstàncies, la Rada va declarar la independència d'Ucraïna el 22 de gener de 1918 i va trencar els lligams amb la República Russa. Com en el cas dels països bàltics, la independència de la República Popular d'Ucraïna no va ser reconeguda pel nou govern soviètic de Rússia.
La Rada tenia una força armada limitada a la seva disposició com a Exèrcit Popular d'Ucraïna, i es va veure molt pressionada pel Partit Comunista d'Ucraïna que va rebre homes i recursos de la República Soviètica Russa. Com a resultat, els bolxevics van envair ràpidament Poltava, Aleksandrovsk (ara Zaporijia) i Ekaterinoslav (ara Dnipro) al gener de 1918. A tota Ucraïna, els bolxevics locals també van formar les repúbliques soviètiques d'Odessa i Donetsk-Krivoy Rog; i al sud Néstor Makhno va formar el Territori Lliure (Makhnovshchina), una regió anarquista, aliant les seves forces amb els bolxevics. Ajudats per l'anterior aixecament de l'arsenal de Kíev, els guàrdies vermells van entrar a la capital el 9 de febrer de 1918. Això va obligar la Rada Central a evacuar Jitòmir. Mentrestant, els romanesos van prendre Bessaràbia. La majoria de les unitats de l'exèrcit rus restant es van aliar amb els bolxevics o es van unir a l'Exèrcit Popular d'Ucraïna. Una excepció rellevant va ser el coronel Mikhail Drozdovsky, que va marxar amb la seva unitat de l' Exèrcit de Voluntaris Blancs per tota Novorossiya fins al riu Don, derrotant les forces de Makhno en el procés.

## Intervenció alemanya i Hetmanat, 1918

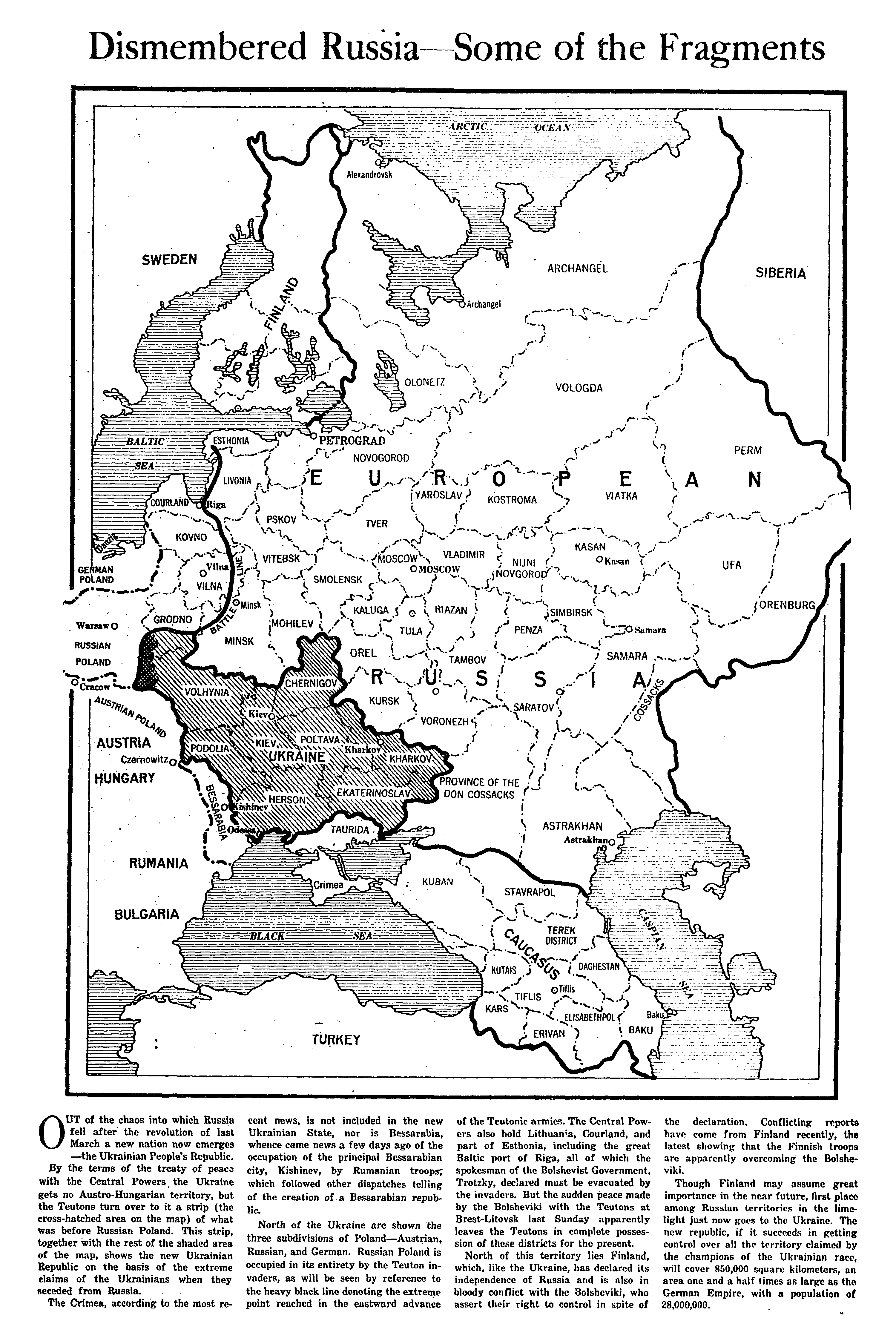
Territoris reclamats per la UNR abans de l'annexió (Akt Zluky) de les terres ucraïneses a Àustria-Hongria
(Article de febrer de 1918 de The New York Times)

Davant d'una derrota imminent, la Rada va recórrer als seus oponents encara hostils, les potències centrals, per a una treva i una aliança, que va ser acceptada per Alemanya en el primer Tractat de Brest-Litovsk (signat el 9 de febrer de 1918) a canvi d'una necessitat desesperada de subministraments d'aliments que la República Popular d'Ucraïna enviaria als alemanys. Els exèrcits imperials alemanys i l'exèrcit comú austrohongarès van expulsar els bolxevics d'Ucraïna, prenent Kíev l'1 de març. Dos dies més tard, els bolxevics van signar el Tractat de Brest-Litovsk, que va posar fi formalment a les hostilitats al front oriental de la Primera Guerra Mundial, i va deixar Ucraïna en una esfera d'influència alemanya. L'Exèrcit Popular d'Ucraïna va prendre el control de la conca de Donbass l'abril de 1918. També l'abril de 1918 Crimea va ser alliberada de les forces bolxevics amb l'Operació Crimea per les tropes ucraïneses i l'exèrcit imperial alemany. El 13 de març de 1918 les tropes ucraïneses i l'exèrcit austrohongarès van assegurar Odessa. El 5 d'abril de 1918 l'exèrcit alemany va prendre el control d'Ekaterinoslav (Dnipro), i 3 dies després de Khàrkiv. L'abril de 1918 es van perdre tots els guanys bolxevics a Ucraïna a consequencia de l'apatia dels locals i les habilitats de lluita inferiors de l'Exèrcit Roig en comparació amb els seus homòlegs austrohongaresos i alemanys.
No obstant això, els disturbis van continuar a tot l'est d'Ucraïna, on els bolxevics locals, els grups d'autodefensa camperols, coneguts com " exèrcits verds ", i l'Exèrcit anarquista revolucionari d'insurrecció d'Ucraïna es van negar a subordinar-se a Alemanya. L'antic general de l'Exèrcit Imperial Rus, Pavlò Skoropadsky, va liderar un cop d'estat amb el suport alemany contra la Rada el 29 d'abril. Skoropadsky va proclamar l'Estat ucraïnès conservador, també conegut com a «Hetmanat», amb ell mateix com a monarca, i va revertir moltes de les polítiques socialistes de l'antic govern. El nou govern tenia estrets llaços amb Berlín, però Skoropadsky mai va declarar la guerra a cap de les potències de la Triple Entesa. També va col·locar Ucraïna en una posició que la convertia en un refugi segur per a moltes persones de classe alta i mitjana que fugien de la Rússia bolxevic, i alhora estava interessat en reclutar molts antics soldats i oficials de l'exèrcit rus.
Malgrat l'assetjament esporàdic de Makhno, el territori de l'Hetmanat va gaudir d'una relativa pau fins al novembre de 1918. Quan les potències centrals van ser derrotades al front occidental, Alemanya es va retirar completament d'Ucraïna. Skoropadsky va deixar Kíev amb els alemanys, i l'Hetmanat va ser al seu torn enderrocat pel Directori d'Ucraïna.

## Represa de les hostilitats (1919)

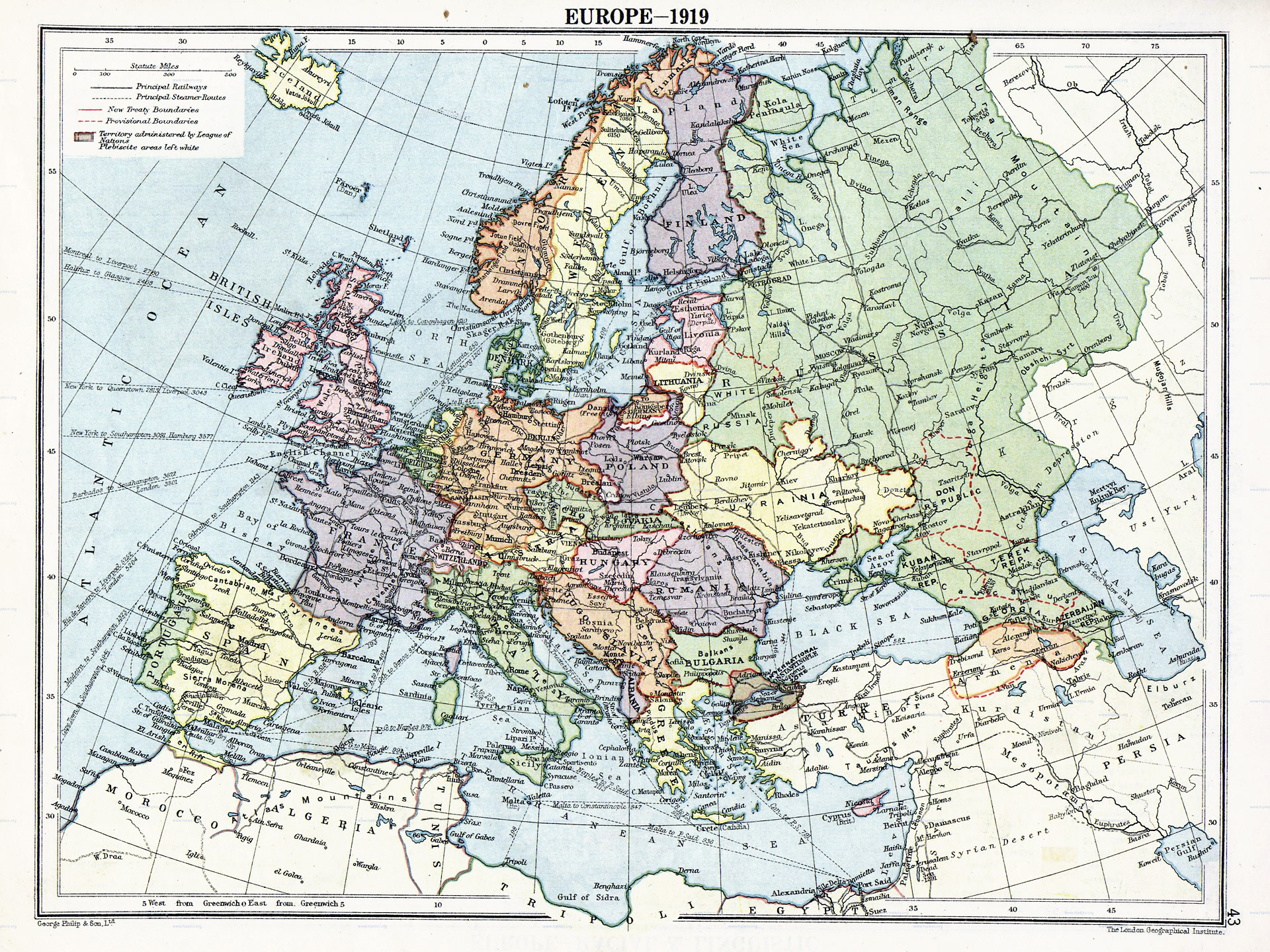
Europa el 1919 després dels tractats de Brest Litovsk

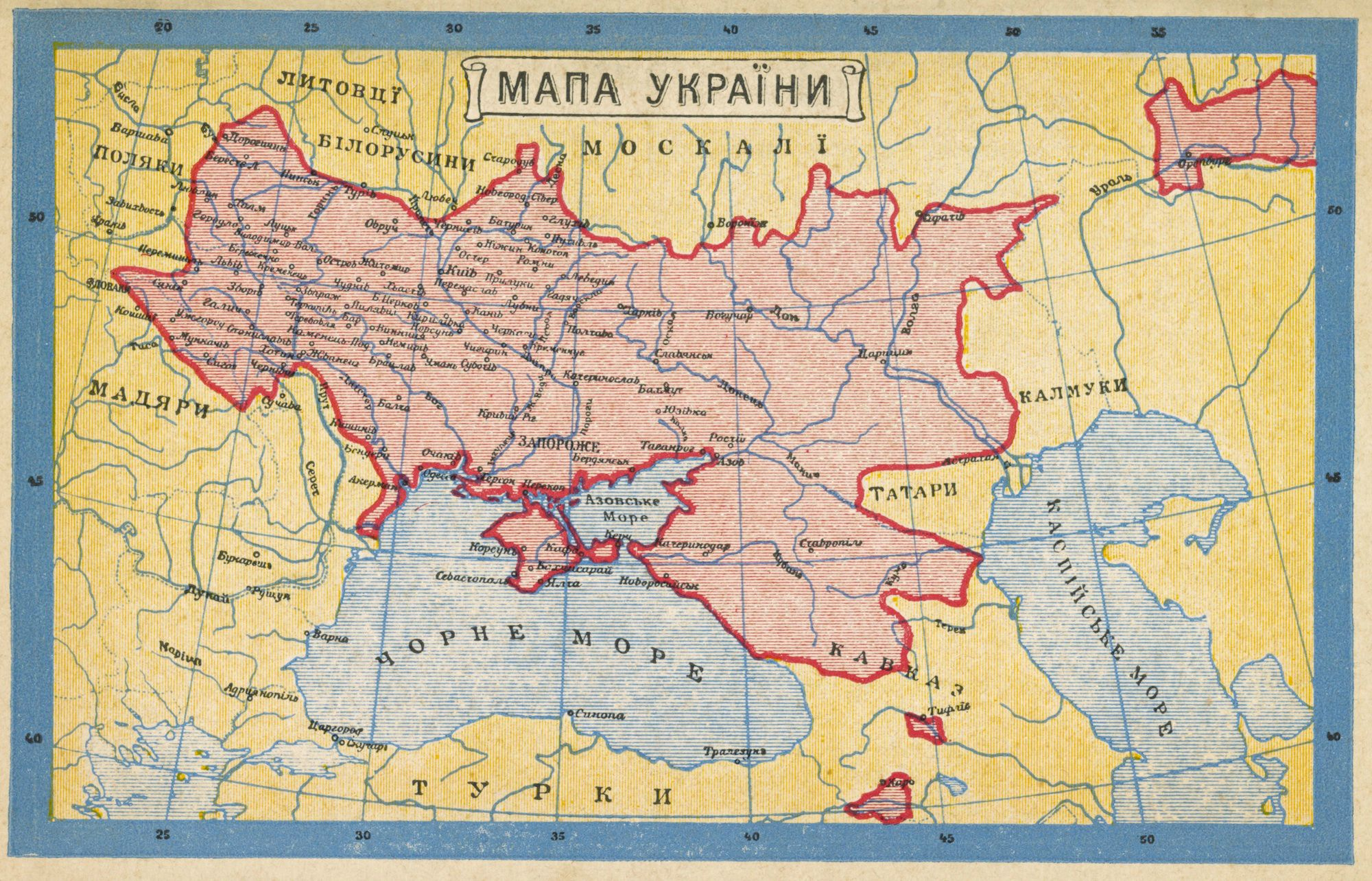
Ucraïna segons una postal antiga de 1919.

Gairebé immediatament després de la derrota de les forces de l'Imperi Alemany, el govern de Lenin va anul·lar el seu tractat de Brest-Litovsk, que Lev Trotski va descriure com "ni guerra, ni pau”, i va envair Ucraïna i altres països de l'Est d'Europa que s'havien format sota la protecció alemanya. Simultàniament, l'enfonsament de les potències centrals va afectar l'antiga Cisleitània, antiga provínica austríaca de Galítsia, que estava poblada per ucraïnesos i polonesos. Els ucraïnesos van proclamar una República Popular d'Ucraïna Occidental a Galítsia oriental, que volia unir-se amb la República Popular d'Ucraïna; mentre que els polonesos de Galítsia oriental, que es concentraven principalment a Lwów (ucrainès: Lviv), van donar la seva lleialtat a la recentment formada Segona República Polonesa. Els dos bàndols es van tornar cada cop més hostils entre ells. El 22 de gener de 1919, la República Popular d'Ucraïna Occidental i la República Popular d'Ucraïna van signar un Acta d'unió a Kíev. L'octubre de 1919, l'exèrcit de galítsia ucraïnès de la República Popular d'Ucraïna Occidental va ser derrotat per les forces poloneses a la guerra polonesa-ucraïnesa, i Galítsia oriental va ser annexada a Polònia. La Conferència de Pau de París de 1919 va concedir Galítsia oriental a Polònia per 25 anys.
La derrota d'Alemanya també havia obert el Mar Negre als Aliats de la Primera Guerra Mundial, i a mitjans de desembre de 1918 algunes forces de la intervenció aliada a la guerra civil russa, sota comandament francès, van desembarcar a Odessa i Sebastopol, i mesos més tard a Kherson i Nikolayev (ucrainès:Mykolaiv). La causa i el propòsit de la intervenció de l'Exèrcit francès no estaven del tot clars. Els caps militars francesos es van desil·lusionar ràpidament per les baralles internes de les forces antibolxevics de l'Exèrcit Roig que van impedir una col·laboració efectiva contra les pressions bolxevics. També van criticar especialment l' Exèrcit Voluntari de la Rússia Blanca per la seva arrogància cap a la població local. Els forts sentiments anti-estrangers entre els ucraïnesos van convèncer els oficials francesos que la intervenció en aquest clima d'hostilitat estava condemnada sense un suport massiu. Quan el govern francès no va poder subministrar prou equipament i mà d'obra per a grans operacions militars, el seu exèrcit es va enfrontar a la derrota a mans de les forces probolxevics, i els oficials francesos van aconsellar a París que retirés l'expedició d'Odessa i Crimea.
Una nova i ràpida ofensiva bolxevic va ocupar la major part de l'est i el centre d'Ucraïna a principis de 1919. Kíev, sota el control del Directori de Symon Petliura, va tornar a caure en mans de l'Exèrcit Roig el 5 de febrer, i el govern ucraïnès soviètic exiliat es va restablir com a República Socialista Soviètica d'Ucraïna, traslladant-se a Kíev el 15 de març. La República Popular d'Ucraïna es va enfrontar a una derrota imminent contra els bolxevics. El seu territori es va reduir a una franja de terra al llarg de la frontera polonesa amb la capital que passaria de Vinnitsia a Proskurov (ara Khmelnitski), després a Kàmianets-Podilski i finalment a Rivne. Però la República Popular es va salvar quan els exèrcits bolxevics van haver de reagrupar-se contra una ofensiva renovada de la Rússia Blanca amb les Forces armades del Sud de Rússia als Urals, que amenaçava l'existència mateixa del bolxevisme. Durant la primavera i l'estiu de 1919, l'Exèrcit de Voluntaris d'Anton Denikin i l'Exèrcit del Don va ocupar tot el centre i l'est d'Ucraïna i van aconseguir força guanys en altres fronts. No obstant això, a l'hivern, la marea de la guerra es va invertir de manera decisiva, i el 1920 tota Ucraïna oriental i central, excepte Crimea, estava de nou en mans bolxevics, que també van trair i derrotar Néstor Makhno, el seu antic aliat contra Denikin.

## Participació polonesa (1920)
De nou davant la derrota imminent, la República Socialista Soviètica d'Ucraïna, es va dirigir al seu antic adversari, Polònia, i a l'abril de 1920, Józef Piłsudski i Symon Petliura van signar el Tractat de Varsòvia per lluitar contra els bolxevics. Com havia succeit amb l'antiga aliança amb Alemanya, aquest moviment va sacrificar parcialment la sobirania ucraïnesa: Petliura va reconèixer l'annexió polonesa de Galítsia a Kresy, i va acceptar el paper d'Ucraïna en el somni de Piłsudski d'una federació liderada per Polònia, la Międzymorze, a l'Europa central i oriental.
Immediatament després de signar l'aliança, les forces poloneses es van unir a l' Exèrcit Popular d'Ucraïna a l'ofensiva de Kíev per capturar el centre i el sud d'Ucraïna del control bolxevic. L'ofensiva, Inicialment reeixida, va arribar a Kíev el 7 de maig de 1920. Però, la campanya polonesa-ucraïnesa va ser una victòria pírrica: a finals de maig, l'Exèrcit Roig liderat per Mikhail Tukhatxevski va organitzar una gran contraofensiva al sud de Jitòmir que va empènyer l'exèrcit polonès gairebé completament fora d'Ucraïna, excepte Lviv a Galitsia. Encara en una nova contraofensiva, l'agost de 1920, l'Exèrcit Roig va ser derrotat en la batalla de Varsòvia i obligat a retirar-se. Les forces blanques, ara al comandament del general Piotr Wrangel, van aprofitar la situació i iniciaren una nova ofensiva al sud d'Ucraïna. Sota les circumstàncies combinades de la seva derrota militar a Polònia, la renovada ofensiva blanca, i les desastroses condicions econòmiques a tota la República Socialista Federativa Soviètica, van obligar els bolxevics a buscar una treva amb Polònia.

## Fi de les hostilitats (1921)
Poc després de la batalla de Varsòvia, els bolxevics van demanar la pau amb els polonesos. Aquests, esgotats i constantment pressionats pels governs occidentals i la Societat de Nacions, i amb el seu exèrcit controlant la majoria dels territoris en disputa, estaven disposats a negociar. Els soviètics van fer dues ofertes: una el 21 de setembre i l'altra el 28 de setembre. La delegació polonesa va fer una contraoferta el 2 d'octubre. El dia 5, els soviètics van oferir esmenes a l'oferta polonesa, que Polònia va acceptar. El Tractat Preliminar de Pau i condicions d'armistici entre Polònia d'una banda i l'Ucraïna soviètica, i la Rússia soviètica de l'altra, es va signar el 12 d'octubre, i l'armistici va entrar en vigor el 18 d'octubre. Les ratificacions es van intercanviar a Liepāja el 2 de novembre de 1920. Es van produir llargues negociacions del tractat de pau final.
Mentrestant, les forces ucraïneses de Petliura, que ara comptaven amb 23.000 soldats, i controlaven territoris immediatament a l'est de Polònia, planejaven una ofensiva a Ucraïna per a l'11 de novembre, però van ser atacades pels bolxevics el 10 de novembre. El 21 de novembre, després de diverses batalles, van ser conduïts a territori controlat pels polonesos.
El 18 de març de 1921, Polònia va signar el tractat de Pau de Riga a Riga, Letònia, amb la República Soviètica i l'Ucraïna soviètica. Això va acabar efectivament amb les obligacions d'aliança de Polònia amb la República Popular d'Ucraïna de Petliura. Segons aquest tractat, els bolxevics reconeixien el control polonès sobre Galítsia (ucrainès:Halychyna) i la Volínia occidental, la part occidental d'Ucraïna; mentre que Polònia reconeixia les parts centrals més grans del territori ucraïnès, així com les zones orientals i meridionals, com a part de l'Ucraïna soviètica.
Havent assegurat la pau al front occidental, els bolxevics es van moure immediatament per aixafar les restes del Moviment Blanc. Després d'una ofensiva final a l'istme de Perekop, l'Exèrcit Roig va envair Crimea. Wrangel va evacuar l'exèrcit de voluntaris a Constantinoble el novembre de 1920. Després de la seva derrota militar i política, el Directori d'Ucraïna va continuar mantenint el control d'algunes de les seves forces militars. A l'octubre de 1921, es van llançar una sèrie d'atacs de guerrilles al centre d'Ucraïna que van arribar fins a l'est i a la moderna província de Kíev ("Oblast província de Kíev"). El 4 de novembre, la guerrilla del Directori va capturar Korosten i es va apoderar d'un dipòsit de subministraments militars. Però el 17 de novembre de 1921, aquesta força va ser envoltada per la cavalleria bolxevic i destruïda.

## Conseqüències
A l'actual Cherkasy Raió, Província de Txerkassi,aleshores al govern de Kíev, un personatge local anomenat Vasyl Chuchupak va dirigir la " República Kholodnyi Yar" (República de Jolodnoyarsk) que lluitava per la independència d'Ucraïna. Va durar de 1919 a 1922, convertint-se en l'últim territori ocupat pels partidaris armats d'un estat ucraïnès independent abans de la incorporació d'Ucraïna a la Unió Soviètica com a RSS d'Ucraïna.
El 1922, la guerra civil russa s'acabava a l'Extrem Orient Rus, i els comunistes van proclamar la Unió de Repúbliques Socialistes Soviètiques (URSS) com a federació de Rússia, incorporant Ucraïna, Belarús i Transcaucàsia. El govern soviètic d'Ucraïna era gairebé impotent davant d'un aparell monòlit centralitzat del Partit Comunista amb seu a Moscou. Al nou estat, els ucraïnesos van gaudir inicialment d'una posició de nació titular durant els períodes d'ucraïnització i korenització. Tanmateix, el 1928 Iòssif Stalin havia consolidat el poder a la Unió Soviètica. Així va començar una campanya de repressió cultural, que va créixer a la dècada de 1930 quan una fam massiva, l' Holodomor, va colpejar la república, cobrant diversos milions de vides. La part d'Ucraïna controlada pels polonesos va tenir un destí diferent: una part polonitzada gaudia de molt poca autonomia, tant política com cultural, però no es va veure afectada per la fam. A finals de la dècada de 1930 les fronteres internes de l'RSS d'Ucraïna van ser redibuixades, però no es van fer canvis significatius.
L'estatus polític d'Ucraïna es va mantenir sense canvis fins al Pacte Molotov-Ribbentrop entre l'URSS i l'Alemanya nazi l'agost de 1939, en què l'Exèrcit Roig es va aliar amb l'Alemanya nazi per envair Polònia i annexar Volínia i Galícia a l'RSS d'Ucraïna a la Unió soviètica que havien estat d'influència polonesa. El juny de 1941, Alemanya i els seus aliats van envair la Unió Soviètica amb l'Operació Barba-roja i conqueriren Ucraïna completament durant el primer any del conflicte. Després de la victòria soviètica al front oriental de la Segona Guerra Mundial, a la qual els ucraïnesos van contribuir en gran manera, la regió de la Rutènia dels Carpats, es va incorporar a l'RSS d'Ucraina, igual que parts de territoris polonesos després de la Segona Guerra Mundial. Cal esmentar que el terriotori de Rutènia havia estat integrat a les Terres de la Corona de Sant Esteve hongareses abans de 1919, de la Primera República de Txecoslovàquia entre 1919 a 1939, del Regne d'Hongria entre 1939 i 1944, i de nou de Tercera República Txecoslovaca de 1944 a 1945-,
L'expansió final d'Ucraïna va tenir lloc el 1954, quan Crimea va ser transferida a Ucraïna des de Rússia amb l'aprovació del líder soviètic Nikita Khrusxov.

## Llegat
Aquesta guerra i procés revolucionari ucraÏnès està retratada a la novel·la La Guàrdia Blanca de Mikhaïl Bulgàkov.
Entre 1918 i 1922 es van escriure moltes cançons populars inspirades en persones i fets d'aquest conflicte. La cançó Oi u luzi chervona kalyna i Oi vydno selo es van inspirar en la unitat ucraïnesa Sich Riflemen de l'exèrcit austrohongarès, convertit en el batalló central de l'exèrcit de la galitsia ucraïnesa de la República Popular d'Ucraïna Occidental. La cançó Pisnya pro Tiutiunnyk es va inspirar en els esdeveniments que envolten el comandant de brigada de l' Exèrcit Popular d'Ucraïna, Yuriy Tiutiunnyk. Una altra cançó escrita en aquest moment va ser Za Ukrayinu. Aquestes "cançons de guerra" van començar a ser cantades públicament de nou a la part occidental de l'RSS d'Ucraïna, després de la introducció de glasnost (ucraïnès: hlasnist) pel líder soviètic Mikhaïl Gorbatxov, i van recuperar popularitat a tota Ucraïna després de la independència, especialment durant la Guerra Russo-Ucraïnesa.
Un altre llegat musical d'aquest període va ser la Capella de la República d'Ucraïna (més tard el Cor Nacional d'Ucraïna), creada a principis de 1919 pel Directori d'Ucraïna del govern de Symon Petliura. Sota la direcció d'Alexander Koshetz, la Capella/Cor va fer una gira per Europa i Amèrica del Nord del 1919 al 1921 i mentre estava a l'exili del 1922 al 1927; popularitzant les cançons Shchedryk i Oi khodyt son, kolo vikon, que van influir en la composició de les cançons populars en anglès Carol de les Campanes i Summertime (versió de George Gershwin), respectivament.
Al segle XXI la bandera de la República de Kholodnyi Yar es va veure durant les manifestacions d'Euromaidan i més tard va ser utilitzada pel Batalló d'Azov a la Guerra al Donbas.

## Galeria

Escut d'armes de la República Popular d'Ucraïna (1917–1918); restaurat sota el Directori d'Ucraïna (Novembre 1918–1921).
La primera bandera de la República Popular d'Ucraïna, utilitzada a finals de 1917 fins al març de 1918.
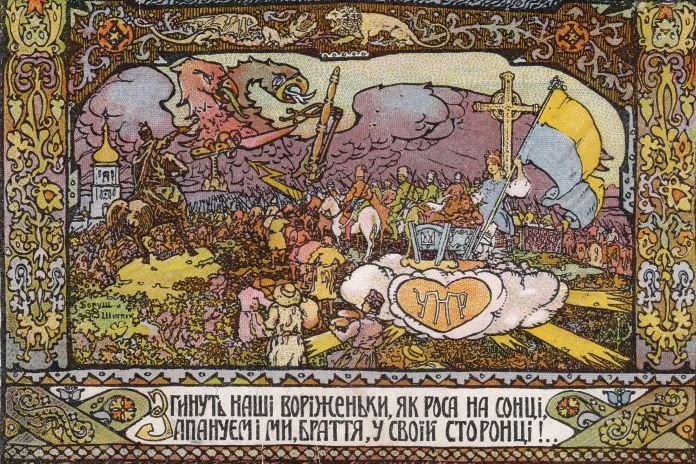
Un fulletó de propaganda en suport de la República Popular d'Ucraïna; dissenyat per B. Shippikh a Kíev, 1917.
La bandera del Partit Comunista d'UcraÏna "República Socialista Soviètica d'Ucraïna" amb seu a Kharkov el 1918.
La bandera de l'RSS d'Ucraïna (la "República Socialista Soviètica d'Ucraïna") el 1919; amb acrònim ucraïnès "УCPP" al cantó.
Escut de l'estat ucraïnès de Skoropadsky ("Hetmanate"), 1918.
La bandera utilitzada per l'estat ucraïnès d'Skoropadski el 1918; El Directori d'Ucraïna va mantenir la bandera d'Skoropadsky per a la seva revifada República Popular d'Ucraïna (novembre de 1918–1921).